# Trachyjulus heteropus
Trachyjulus heteropus är en mångfotingart som beskrevs av Filippo Silvestri 1923. Trachyjulus heteropus ingår i släktet Trachyjulus och familjen Cambalopsidae. Inga underarter finns listade i Catalogue of Life.